# Deportes Savio
Il Deportes Savio è una società calcistica dell'Honduras. Fondato nel 1964, ha sede a Santa Rosa de Copán e milita nella massima serie del campionato honduregno.Disputa le partite casalinghe nell'Estadio Miraflores.

## Storia
Il Deportes Savio è stata fondata da Francesco Angelo Saviano nel 1964. Hanno cambiato il loro nome in Santo Domingo Savio nel 1971, quando Padre Chavarría era responsabile della squadra e volle che fosse una parte dell'Istituto Santo Domingo Savio a Santa Rosa de Copán. Nel 1995, un consiglio di amministrazione di nuovi acquistati della categoria di Deportes Progreseño di Segunda División cambiò il nome del club in Deportes Savio.
Il Deportes Savio è stato promosso nella Liga Nacional de Honduras per la prima volta nella stagione 1999-2000, ma poi sono stati relegati tornando nella Liga de Ascenso de Honduras in ultima posizione nella stagione 2001-2002.
Nel 2007, anche se non ha fatto i play-off per il ritorno alla massima divisione, il Deportes Savio ha avuto molto successo, finendo al quinto posto in classifica e diventando il terzo miglior team con la più alta presenza media.

## Organico

### Rosa 2013
| N. |                     | Ruolo | Calciatore            |
| -- | ------------------- | ----- | --------------------- |
| 1  | Honduras (bandiera) | P     | Celio Valladares      |
| 2  | Honduras (bandiera) | D     | Marco Antonio Torres  |
| 4  | Honduras (bandiera) | D     | Pastor Ramón Martínez |
| 5  | Honduras (bandiera) | D     | Johny Galdámez        |
| 6  | Honduras (bandiera) | D     | Angel Gabriel Castro  |
| 7  | Brasile (bandiera)  | A     | Marcelo Souza         |
| 8  | Honduras (bandiera) | D     | Oscar Fortín          |
| 9  | Honduras (bandiera) | A     | Maynor Cabrera        |
| 10 | Honduras (bandiera) | C     | Oscar Alberto García  |
| 11 | Honduras (bandiera) | A     | Aly Arriola           |
| 13 | Brasile (bandiera)  | A     | Ney Costa             |
| 14 | Honduras (bandiera) | C     | Oliver Morazán        |
| 15 | Honduras (bandiera) | A     | Angel Pineda          |
| 16 | Brasile (bandiera)  | C     | Romário Pinto         |
| 17 | Colombia (bandiera) | C     | Jhovanny Mina         |

| N. |                     | Ruolo | Calciatore            |
| -- | ------------------- | ----- | --------------------- |
| 18 | Honduras (bandiera) | D     | Vicente Solórzano     |
| 19 | Honduras (bandiera) | C     | Kevin Portillo        |
| 20 | Honduras (bandiera) | C     | Jorge Lozano          |
| 21 | Honduras (bandiera) | A     | Luis Ramírez          |
| 22 | Honduras (bandiera) | C     | Clayvin Zúñiga        |
| 23 | Honduras (bandiera) | C     | Francisco Benítez     |
| 24 | Honduras (bandiera) | C     | Kevin Enamorado       |
| 25 | Honduras (bandiera) | C     | Selvin Tinoco         |
| 26 | Honduras (bandiera) | C     | Jesús Alberto Munguía |
| 27 | Honduras (bandiera) | A     | Jonathan Colón        |
| 29 | Honduras (bandiera) | P     | Kelvin Castillo       |
| 30 | Honduras (bandiera) | C     | Olban Castro          |
| 32 | Honduras (bandiera) | C     | Kelvin Caballero      |
| 43 | Honduras (bandiera) | A     | Cristian Sanabria     |